# Fabrice Santoro
Fabrice Santoro (* 9. Dezember 1972 in Tahiti, Französisch-Polynesien) ist ein ehemaliger französischer Tennisspieler.

## Karriere
Santoro war für den Rochusclub Düsseldorf in der deutschen Tennis-Bundesliga tätig.
Er gewann in seiner Karriere sechs ATP-Turniere im Einzel: 1997 in Lyon, 1999 in Marseille, 2000 in Doha, 2002 in Dubai sowie 2007 und 2008 in Newport. Bei sechs weiteren Turnieren erreichte er das Finale.
Erfolgreicher war Santoro im Doppel; er gewann insgesamt 24 Titel und stand bei 18 weiteren Turnieren im Finale. Unter anderem gewann er 2003 und 2004 die Doppelkonkurrenz der Australian Open an der Seite seines Landsmanns Michaël Llodra.
Santoro stellte 2004 bei den French Open zusammen mit seinem Landsmann Arnaud Clément einen Rekord in der Geschichte der Grand-Slam-Turniere auf; das Match, das Santoro am Ende mit 6:4, 6:3, 6:7 (5:7), 3:6 und 16:14 gewann, dauerte – über zwei Tage (24./25. Mai) verteilt – insgesamt 6 Stunden und 33 Minuten. Dieser Rekord wurde 2010 in Wimbledon mit dem Erstrundenmatch von John Isner und Nicolas Mahut überboten.
Bei den Australian Open scheiterte Santoro 2006 erst im Viertelfinale an David Nalbandian.
Bei den US Open zog er 2007 mit seiner 61. Teilnahme bei einem Grand-Slam-Turnier mit Andre Agassi gleich.
Diesen Rekord überbot Santoro 2008 bei den Australian Open. Sein Rekord von 70 Starts bei Grand-Slam-Turnieren wurde bei den US Open 2017 von Roger Federer überboten.
Er hat in seiner Karriere 19 Mal einen Spieler besiegt, der zuvor schon Weltranglistenerster gewesen ist. Santoro war zudem der erste Spieler, der die Champions-Race-Wertung angeführt hat (nach seinem Turniersieg in Doha im Januar 2000).
Nach seinem Erstrundenaus bei den Australian Open gegen Marin Čilić im Januar 2010 beendete Fabrice Santoro seine Profikarriere.

## Besonderheit seines Spiels
Auffällig an Santoros Spielweise war, dass er Vorhand und Rückhand beidhändig spielte, was im Tennis äußerst selten ist. Als Rechtshänder kann er auch mit links spielen. Wenn er mit seiner rechten Rückhand einen Ball nicht mehr erreichen kann, spielt er einfach mit der linken Hand eine Vorhand.
Er war einer der schnellsten Spieler auf der Tour und konnte gut variieren. Er nahm gerne das Tempo aus dem Spiel und wartete auf einen Fehler des Gegners.
Bemerkenswert war zudem, dass er auch sein Volleyspiel beidhändig ausführte. Man nannte ihn auch den Magier, den „Magician des Courts“.

## Erfolge
| Legende (Anzahl der Siege)                           |
| Grand Slam (3)                                       |
| Tennis Masters Cup ATP World Tour Finals (1)         |
| ATP Masters Series ATP World Tour Masters 1000 (3)   |
| ATP International Series Gold ATP World Tour 500 (4) |
| ATP International Series ATP World Tour 250 (20)     |
| ATP Challenger Tour (11)                             |

| Titel nach Belag |
| Hartplatz (16)   |
| Sand (5)         |
| Rasen (3)        |
| Teppich (7)      |

### Einzel

#### Turniersiege

##### ATP World Tour
| Nr. | Datum            | Turnier     | Belag         | Finalgegner       | Ergebnis             |
| --- | ---------------- | ----------- | ------------- | ----------------- | -------------------- |
| 1.  | 13. Oktober 1997 | Lyon        | Teppich       | Tommy Haas        | 6:4, 6:4             |
| 2.  | 1. Februar 1999  | Marseille   | Hartplatz (i) | Arnaud Clément    | 6:3, 4:6, 6:4        |
| 3.  | 3. Januar 2000   | Doha        | Hartplatz     | Rainer Schüttler  | 3:6, 7:5, 3:0 aufgg. |
| 4.  | 25. Februar 2002 | Dubai       | Hartplatz     | Younes El Aynaoui | 6:4, 3:6, 6:3        |
| 5.  | 9. Juli 2007     | Newport (1) | Rasen         | Nicolas Mahut     | 6:4, 6:4             |
| 6.  | 13. Juli 2008    | Newport (2) | Rasen         | Prakash Amritraj  | 6:3, 7:5             |

##### ATP Challenger Tour
| Nr. | Datum              | Turnier         | Belag         | Finalgegner            | Ergebnis       |
| --- | ------------------ | --------------- | ------------- | ---------------------- | -------------- |
| 1.  | 11. Februar 1990   | Telford         | Teppich (i)   | Peter Nyborg           | 6:3, 5:7, 6:4  |
| 2.  | 27. Oktober 1991   | Brest           | Hartplatz (i) | Cédric Pioline         | 6:4, 7:5       |
| 3.  | 4. September 1994  | Meran           | Sand          | Sergio Cortés          | 6:1, 6:0       |
| 4.  | 11. September 1994 | Venedig         | Sand          | Emilio Sánchez Vicario | 7:5, 3:6, 6:1  |
| 5.  | 27. Juli 1997      | Newcastle       | Sand          | Sébastien Grosjean     | 2:6, 6:3, 6:3  |
| 6.  | 2. Mai 2004        | Aix-en-Provence | Sand          | Arnaud Clément         | 1:6, 7:65, 6:3 |
| 7.  | 11. Februar 2007   | Bergamo         | Hartplatz (i) | Simone Bolelli         | 6:2, 6:1       |
| 8.  | 16. November 2008  | Dnipro          | Hartplatz (i) | Victor Hănescu         | 6:2, 6:3       |
| 9.  | 19. April 2009     | Johannesburg    | Hartplatz     | Rik De Voest           | 7:5, 6:4       |

#### Finalteilnahmen
| Nr. | Datum           | Turnier    | Belag         | Finalgegner       | Ergebnis                |
| --- | --------------- | ---------- | ------------- | ----------------- | ----------------------- |
| 1.  | 8. Oktober 1990 | Toulouse   | Hartplatz (i) | Jonas Svensson    | 6:7, 2:6                |
| 2.  | 8. Februar 1993 | Dubai      | Hartplatz     | Karel Nováček     | 4:6, 5:7                |
| 3.  | 7. August 1994  | Kitzbühel  | Sand          | Goran Ivanišević  | 2:6, 6:4, 6:4, 3:6, 2:6 |
| 4.  | 12. Januar 1998 | Doha       | Hartplatz     | Petr Korda        | 0:6, 3:6                |
| 5.  | 7. März 1999    | Kopenhagen | Hartplatz (i) | Magnus Gustafsson | 4:6, 1:6                |
| 6.  | 17. Juni 2001   | Halle      | Rasen         | Thomas Johansson  | 3:6, 7:65, 2:6          |

### Doppel

#### Turniersiege

##### ATP World Tour
| Nr. | Datum              | Turnier             | Belag         | Partner            | Finalgegner                         | Ergebnis          |
| --- | ------------------ | ------------------- | ------------- | ------------------ | ----------------------------------- | ----------------- |
| 1.  | 25. September 1995 | Palermo             | Sand          | Àlex Corretja      | Hendrik Jan Davids Piet Norval      | 6:7, 6:4, 6:3     |
| 2.  | 20. Juli 1998      | Stuttgart           | Sand          | Olivier Delaître   | Joshua Eagle Jim Grabb              | 6:1, 3:6, 6:3     |
| 3.  | 28. September 1998 | Toulouse (1)        | Hartplatz (i) | Olivier Delaître   | Paul Haarhuis Jan Siemerink         | 6:2, 6:4          |
| 4.  | 5. Oktober 1998    | Basel               | Hartplatz (i) | Olivier Delaître   | Piet Norval Kevin Ullyett           | 6:3, 7:6          |
| 5.  | 19. Oktober 1998   | Lyon (1)            | Teppich (i)   | Olivier Delaître   | Tomás Carbonell Francisco Roig      | 6:2, 6:2          |
| 6.  | 23. August 1999    | Long Island         | Hartplatz     | Olivier Delaître   | Jan-Michael Gambill Scott Humphries | 7:5, 6:4          |
| 7.  | 16. Oktober 2000   | Toulouse (2)        | Hartplatz (i) | Julien Boutter     | Donald Johnson Piet Norval          | 7:68, 4:6, 7:65   |
| 8.  | 12. Februar 2001   | Marseille (1)       | Hartplatz (i) | Julien Boutter     | Michael Hill Jeff Tarango           | 7:67, 7:5         |
| 9.  | 28. Oktober 2002   | Paris               | Teppich(i)    | Nicolas Escudé     | Gustavo Kuerten Cédric Pioline      | 6:3, 7:66         |
| 10. | 13. Januar 2003    | Australian Open (1) | Hartplatz     | Michaël Llodra     | Mark Knowles Daniel Nestor          | 6:4, 3:6, 6:3     |
| 11. | 10. Februar 2003   | Marseille (2)       | Hartplatz (i) | Sébastien Grosjean | Tomáš Cibulec Pavel Vízner          | 6:1, 6:4          |
| 12. | 12. Januar 2004    | Auckland            | Hartplatz     | Mahesh Bhupathi    | Jiří Novák Radek Štěpánek           | 4:6, 7:5, 6:3     |
| 13. | 19. Januar 2004    | Australian Open (2) | Hartplatz     | Michaël Llodra     | Bob Bryan Mike Bryan                | 7:64, 6:3         |
| 14. | 1. März 2004       | Dubai (1)           | Hartplatz     | Mahesh Bhupathi    | Jonas Björkman Leander Paes         | 6:2, 4:6, 6:4     |
| 15. | 2. Mai 2005        | Rom (1)             | Sand          | Michaël Llodra     | Bob Bryan Mike Bryan                | 6:4, 6:2          |
| 16. | 3. Oktober 2005    | Metz                | Hartplatz (i) | Michaël Llodra     | José Acasuso Sebastián Prieto       | 5:2, 3:5, 5:44    |
| 17. | 24. Oktober 2005   | Lyon (2)            | Teppich (i)   | Michaël Llodra     | Jeff Coetzee Rogier Wassen          | 6:3, 6:1          |
| 18. | 7. November 2005   | Shanghai            | Teppich (i)   | Michaël Llodra     | Leander Paes Nenad Zimonjić         | 6:76, 6:3, 7:64   |
| 19. | 9. Januar 2006     | Sydney              | Hartplatz     | Nenad Zimonjić     | František Čermák Leoš Friedl        | 6:1, 6:4          |
| 20. | 12. Juni 2006      | Halle               | Rasen         | Nenad Zimonjić     | Michael Kohlmann Rainer Schüttler   | 6:0, 6:4          |
| 21. | 2. Oktober 2006    | Metz (2)            | Hartplatz (i) | Richard Gasquet    | Julian Knowle Jürgen Melzer         | 3:6, 6:1, [11:9]  |
| 22. | 9. Oktober 2006    | Moskau              | Teppich (i)   | Nenad Zimonjić     | František Čermák Jaroslav Levinský  | 6:1, 7:5          |
| 23. | 26. Februar 2007   | Dubai (2)           | Hartplatz     | Nenad Zimonjić     | Mahesh Bhupathi Radek Štěpánek      | 7:5, 6:73, [10:7] |
| 24. | 7. Mai 2007        | Rom (2)             | Sand          | Nenad Zimonjić     | Bob Bryan Mike Bryan                | 6:4, 6:74, [10:7] |

##### ATP Challenger Tour
| Nr. | Datum             | Turnier        | Belag     | Partner            | Finalgegner                  | Ergebnis      |
| --- | ----------------- | -------------- | --------- | ------------------ | ---------------------------- | ------------- |
| 1.  | 18. November 1995 | La Réunion (1) | Hartplatz | Yahiya Doumbia     | Tim Henman Andrew Richardson | 1:6, 6:3, 6:1 |
| 2.  | 16. November 1996 | La Réunion (2) | Hartplatz | Hendrik Jan Davids | Donald Johnson Leander Paes  | 6:3, 7:6      |

#### Finalteilnahmen
| Nr. | Datum              | Turnier         | Belag         | Partner          | Finalgegner                      | Ergebnis                  |
| --- | ------------------ | --------------- | ------------- | ---------------- | -------------------------------- | ------------------------- |
| 1.  | 10. Februar 1997   | Marseille       | Hartplatz (i) | Olivier Delaître | Thomas Enqvist Magnus Larsson    | 3:6, 4:6                  |
| 2.  | 13. Oktober 1997   | Lyon            | Teppich (i)   | Olivier Delaître | Ellis Ferreira Patrick Galbraith | 6:3, 2:6, 4:6             |
| 3.  | 3. November 1997   | Moskau          | Teppich (i)   | David Adams      | Martin Damm Cyril Suk            | 4:6, 3:6                  |
| 4.  | 5. Januar 1998     | Doha            | Hartplatz     | Olivier Delaître | Mahesh Bhupathi Leander Paes     | 4:6, 6:3, 4:6             |
| 5.  | 10. August 1998    | Cincinnati      | Hartplatz     | Olivier Delaître | Mark Knowles Daniel Nestor       | 1:6, 1:2 aufgg.           |
| 6.  | 14. Januar 2002    | Australian Open | Hartplatz     | Michaël Llodra   | Mark Knowles Daniel Nestor       | 6:74, 3:6                 |
| 7.  | 14. April 2003     | Monte Carlo     | Sand          | Michaël Llodra   | Mahesh Bhupathi Maks Mirny       | 4:6, 6:3, 6:76            |
| 8.  | 5. Mai 2003        | Rom             | Sand          | Michaël Llodra   | Wayne Arthurs Paul Hanley        | 1:6, 3:6                  |
| 9.  | 29. September 2003 | Metz            | Hartplatz (i) | Michaël Llodra   | Julien Benneteau Nicolas Mahut   | 6:72, 3:6                 |
| 10. | 27. Oktober 2003   | Paris (1)       | Teppich (i)   | Michaël Llodra   | Wayne Arthurs Paul Hanley        | 3:6, 6:1, 3:6             |
| 11. | 8. November 2003   | Houston         | Hartplatz     | Michaël Llodra   | Bob Bryan Mike Bryan             | 7:66, 3:6, 6:3, 6:73, 4:6 |
| 12. | 24. Mai 2004       | French Open (1) | Sand          | Michaël Llodra   | Xavier Malisse Olivier Rochus    | 5:7, 5:7                  |
| 13. | 21. Februar 2005   | Dubai           | Hartplatz     | Jonas Björkman   | Martin Damm Radek Štěpánek       | 2:6, 4:6                  |
| 14. | 9. Mai 2005        | Hamburg         | Sand          | Michaël Llodra   | Jonas Björkman Maks Mirny        | 6:4, 6:72, 6:73           |
| 15. | 17. April 2006     | Monte Carlo     | Sand          | Nenad Zimonjić   | Jonas Björkman Maks Mirny        | 2:6, 6:72                 |
| 16. | 26. Juni 2006      | Wimbledon       | Rasen         | Nenad Zimonjić   | Bob Bryan Mike Bryan             | 3:6, 6:4, 4:6, 2:6        |
| 17. | 30. Oktober 2006   | Paris (2)       | Teppich (i)   | Nenad Zimonjić   | Arnaud Clément Michaël Llodra    | 6:74, 2:6                 |
| 18. | 11. Juni 2007      | Halle           | Rasen         | Nenad Zimonjić   | Simon Aspelin Julian Knowle      | 4:6, 6:75                 |

### Mixed

#### Turniersiege
| Nr. | Datum        | Turnier     | Belag | Partner            | Finalgegner                      | Ergebnis      |
| --- | ------------ | ----------- | ----- | ------------------ | -------------------------------- | ------------- |
| 1.  | 6. Juni 2005 | French Open | Sand  | Daniela Hantuchová | Martina Navratilova Leander Paes | 3:6, 6:3, 6:2 |

## Karrierebilanz

### Einzel
| Turnier1                   | 2010 | 2009  | 2008  | 2007  | 2006  | 2005  | 2004  | 2003  | 2002  | 2001  | 2000  | 1999  | 1998  | 1997  | 1996 | 1995  | 1994  | 1993  | 1992  | 1991  | 1990  | 1989 | 1988 | Gesamt  |
| -------------------------- | ---- | ----- | ----- | ----- | ----- | ----- | ----- | ----- | ----- | ----- | ----- | ----- | ----- | ----- | ---- | ----- | ----- | ----- | ----- | ----- | ----- | ---- | ---- | ------- |
| Australian Open            | 1R   | 3R    | 2R    | 3R    | VF    | 1R    | 2R    | 3R    | 1R    | 2R    | 1R    | AF    | 3R    | –     | 1R   | 2R    | 3R    | 2R    | –     | 1R    | –     | –    | –    | VF      |
| French Open                | –    | 1R    | 2R    | 1R    | 1R    | 1R    | 3R    | 2R    | 2R    | AF    | 2R    | 1R    | 3R    | 1R    | –    | 1R    | 3R    | 1R    | 1R    | AF    | 2R    | 1R   | –    | AF      |
| Wimbledon                  | –    | 2R    | 1R    | 2R    | 2R    | 2R    | 2R    | 2R    | 2R    | 3R    | 2R    | 2R    | –     | 1R    | –    | 1R    | –     | –     | –     | –     | 1R    | 3R   | –    | 3R      |
| US Open                    | –    | 1R    | 1R    | 2R    | 1R    | 2R    | 3R    | 2R    | 1R    | 2R    | 1R    | 3R    | 3R    | 1R    | –    | 1R    | –     | 1R    | 2R    | 1R    | 3R    | –    | –    | 3R      |
| Gewonnene Einzel-Titel     | 0    | 0     | 1     | 1     | 0     | 0     | 0     | 0     | 1     | 0     | 1     | 1     | 0     | 1     | 0    | 0     | 0     | 0     | 0     | 0     | 0     | 0    | 0    | 6       |
| Gesamt-Siege/-Niederlagen2 | 0:1  | 15:20 | 18:17 | 24:19 | 19:23 | 18:19 | 18:16 | 17:23 | 28:25 | 36:27 | 34:27 | 37:25 | 29:28 | 32:24 | 6:12 | 16:25 | 24:18 | 24:28 | 28:23 | 29:22 | 15:16 | 3:6  | 0:0  | 470:444 |
| Jahresendposition          | –    | 68    | 52    | 37    | 52    | 58    | 52    | 62    | 35    | 22    | 31    | 34    | 41    | 29    | 118  | 102   | 46    | 55    | 43    | 43    | 62    | 235  | 571  | N/A     |

Zeichenerklärung: S = Turniersieg; F, HF, VF, AF = Einzug ins Finale / Halbfinale / Viertelfinale / Achtelfinale; 1R, 2R, 3R = Ausscheiden in der 1. / 2. / 3. Hauptrunde
1 Turnierresultat in Klammern bedeutet, dass der Spieler das Turnier noch nicht beendet hat; es zeigt seinen aktuellen Turnierstatus an. Nachdem der Spieler das Turnier beendet hat, wird die Klammer entfernt.

2 Stand: Karriereende

### Doppel
Die Tabelle listet die Ergebnisse der Grand-Slam-Turniere, der ATP Finals, der Olympischen Spiele, des Davis Cups und der Masters-Turniere auf.
| Turnier           | 2009 | 2008 | 2007 | 2006 | 2005 | 2004 | 2003 | 2002 | 2001 | 2000 | 1999 | 1998 | 1997 | 1996 | 1995 | 1994 | 1993 | 1992 | 1991 | 1990 | Karriere |
| ----------------- | ---- | ---- | ---- | ---- | ---- | ---- | ---- | ---- | ---- | ---- | ---- | ---- | ---- | ---- | ---- | ---- | ---- | ---- | ---- | ---- | -------- |
| Australian Open   | 1    | VF   | VF   | AF   | VF   | S    | S    | F    | 1    | 1    | AF   | AF   | —    | 2    | —    | —    | —    | —    | —    | —    | 2 × S    |
| French Open       | 1    | 1    | HF   | 1    | 2    | F    | AF   | 2    | 2    | AF   | 2    | —    | AF   | —    | AF   | 1    | 1    | 1    | 1    | 1    | 1 × F    |
| Wimbledon         | 1    | 1    | HF   | F    | —    | —    | AF   | 1    | 2    | AF   | HF   | —    | 2    | —    | —    | —    | —    | —    | —    | —    | 1 × F    |
| US Open           | 2    | —    | 1    | VF   | 1    | 2    | HF   | 2    | 1    | 2    | 2    | 1    | 1    | —    | —    | —    | —    | —    | —    | —    | 1 × HF   |
| ATP Finals        | —    | —    | —    | RR   | S    | —    | F    | —    | —    | —    | —    | HF   | —    | —    | —    | —    | —    | —    | —    | —    | 1 × S    |
| Indian Wells      | —    | —    | —    | VF   | AF   | 1    | AF   | AF   | —    | 1    | —    | AF   | —    | —    | —    | —    | —    | —    | —    | —    | 1 × VF   |
| Miami             | —    | AF   | HF   | AF   | —    | VF   | —    | AF   | 1    | 2    | —    | 2    | —    | —    | —    | —    | —    | —    | —    | —    | 1 × HF   |
| Monte Carlo       | —    | 1    | AF   | F    | HF   | AF   | F    | AF   | 1    | 1    | —    | AF   | AF   | —    | —    | —    | —    | —    | —    | —    | 2 × F    |
| Madrid            | —    | —    | 1    | VF   | HF   | —    | —    | VF   |      |      |      |      |      |      |      |      |      |      |      |      | 1 × HF   |
| Rom               | —    | HF   | S    | VF   | S    | VF   | F    | AF   | 1    | 1    | HF   | —    | AF   | —    | 1    | —    | —    | —    | —    | —    | 2 × S    |
| Hamburg           |      | —    | —    | HF   | F    | —    | —    | 1    | AF   | 1    | HF   | AF   | —    | —    | AF   | —    | —    | —    | —    | —    | 1 × F    |
| Kanada            | —    | —    | —    | VF   | —    | HF   | VF   | 1    | AF   | —    | VF   | AF   | AF   | —    | —    | —    | —    | —    | —    | —    | 1 × HF   |
| Cincinnati        | —    | —    | —    | VF   | HF   | VF   | VF   | 1    | —    | 1    | AF   | F    | HF   | —    | —    | —    | —    | —    | —    | —    | 1 × F    |
| Stockholm         |      |      |      |      |      |      |      |      |      |      |      |      |      |      |      | —    | —    | —    | —    | —    | —        |
| Essen             |      |      |      |      |      |      |      |      |      |      |      |      |      |      | —    |      |      |      |      |      | —        |
| Stuttgart         |      |      |      |      |      |      |      |      | —    | —    | AF   | HF   | 1    | —    |      |      |      |      |      |      | 1 × HF   |
| Shanghai          | —    |      |      |      |      |      |      |      |      |      |      |      |      |      |      |      |      |      |      |      | —        |
| Paris             | 1    | —    | AF   | F    | AF   | —    | F    | S    | 1    | AF   | AF   | AF   | 1    | AF   | —    | —    | —    | —    | —    | —    | 1 × S    |
| Olympische Spiele |      | —    |      |      |      | VF   |      |      |      | —    |      |      |      | —    |      |      |      | —    |      |      | 1 × VF   |
| Davis Cup         | —    | —    | —    | —    | —    | —    | VF   | F    | S    | —    | F    | —    | 1    | —    | —    | —    | —    | —    | —    | —    | 1 × S    |

Zeichenerklärung: S = Turniersieg; F, HF, VF, AF = Einzug ins Finale, Halb-, Viertel-, Achtelfinale; 1, 2, 3 = Ausscheiden in der 1., 2., 3. Haupt- / Finalrunde; Q1, Q2, Q3 = Ausscheiden in der 1., 2. 3. Qualifikationsrunde; RR = Round Robin (Gruppenphase); nicht ausgetragen oder andere Kategorie; PO (Playoff), P2 = Auf-/Abstiegsrunde zur Weltgruppe I/II im Davis Cup; W2 = Teilnahme in der Weltgruppe II